# Asrael (opera)
Asrael è un'opera lirica di Alberto Franchetti, su libretto di Ferdinando Fontana. L'opera fu rappresentata per la prima volta al Teatro Municipale (Reggio Emilia) l'11 febbraio 1888.

## Fortuna e diffusione dell'opera
La prima rappresentazione ebbe un grande successo, anche se non piacque l'interpretazione del protagonista Ladislao Mierzwinski. E. Ferrettini, recensendo lo spettacolo su La Stampa, sottolineò soprattutto la tempra di sinfonista del Franchetti, che gli permetteva di dare il meglio negli episodi dove l'elemento sinfonico poteva emergere più liberamente, mentre ritenne meno riuscito il rilievo musicale dei personaggi, forse per il contrasto tra la «mente equilibrata» del compositore e le «tempeste dell'anima» che caratterizzano i personaggi. Il Ferrettini giudicò il libretto «puerile e farraginoso», ma lo trovò adatto alle doti musicali di Franchetti. Un difetto dell'opera, che la fece giudicare un passo indietro rispetto al quasi contemporaneo Otello di Giuseppe Verdi, fu rinvenuto nel suo organizzarsi in pezzi «indipendenti l'uno dall'altro», che causava «mancanza di concisione». Ferrettini indicò tra i pezzi migliori il preludio e l'intermezzo tra la prima e la seconda parte del primo atto.

Dopo quasi un secolo di assenza dalle scene, l'opera è stata ripresa nell'autunno del 2022 a Bonn.

## Primi interpreti
| Ruolo                      | Interprete           |
| -------------------------- | -------------------- |
| Asrael                     | Ladislao Mierzwinski |
| Nefta                      | Virginia Damerini    |
| Loretta                    | Giulia Novelli       |
| Lidoria di Brabante        | Maria Pia            |
| Il re di Brabante Lucifero | Lodovico Contini     |
| Un contadino               | Francesco Carmignani |
| Un araldo                  | Ulisse Peroni        |

La scenografia era di Alfredo Edel.

## Trama

### Antefatto
Asrael e Nefta, due angeli amanti del Paradiso, sono costretti a separarsi quando lui parte per sedare la ribellione di Lucifero: una volta fatto prigioniero, Asrael viene ingannato dai diavoli che gli fanno credere che Dio sia stato sconfitto e tutti gli angeli, Nefta compresa, si trovano all'Inferno. Caduto nella trappola, Asrael si lascia tentare e si unisce alla schiera nemica, venendo maledetto da Dio.

### Atto 1
Molti anni dopo, stanco della sua prigionia, Asrael chiede a Lucifero di passare un anno sulla terra, giurando di portare come pegno un'anima, pena il ritorno all'Inferno non più come demone ma come essere umano condannato all'eterna dannazione. Lucifero glielo concede e Asrael sale sulla superficie terrestre.

Contemporaneamente, in Paradiso, Nefta non ha dimenticato l'amore perduto, e chiede alla Vergine  di intercedere presso Dio per poter scendere tra i mortali e redimere l'amato Asrael per riportarlo in cielo. La grazia viene concessa, e anche Nefta si reca sulla Terra.

### Atto 2
Nel regno di Brabante, dove Asrael è arrivato in sembianze umane, fervono i preparativi per una festa, ma i contadini che ci lavorano sanno che sono sforzi inutili: alle domande dello straniero, rispondono che da sette anni la principessa Lidoria rifiuta di sposarsi finché non troverà l'uomo che resisterà al suo impenetrabile sguardo, reso ancora più potente dalle arti magiche in cui è versata. 

All'arrivo della corte, Asrael si propone come pretendente, confidando nelle sue arti diaboliche per vincere la principessa: così infatti accade, Lidoria cede allo sguardo ancora più penetrante dello straniero e finalmente la corte e il popolo acclamano il vincitore. Asrael, tuttavia, rifiuta le nozze perché la principessa le ha accettate contro la sua volontà e non per amore, offendendo il regno. Quando Lidoria ne ordina l'arresto, in sua difesa accorre un gruppo di pescatori capitanato dalla gitana Loretta, che si è invaghita del misterioso pretendente. Lo scontro tra le guardie e i popolani viene momentaneamente arrestato dall'arrivo di Suor Clotilde, una pellegrina con fama di santità, che cerca di placare i contendenti: Lidoria però non ode ragioni e ordina di uccidere lo straniero, ma a un gesto di Asrael scoppia il fulmine le spade cadono a terra, e tutti lo interpretano come un segno divino. Nella confusione che segue, Asrael fugge con Loretta, mentre Suor Clotilde esulta: ella è infatti Nefta in sembianze umane e ha riconosciuto l'amato.

### Atto 3
Qualche tempo dopo, nell'accampamento dei pescatori l'innamorata Loretta attende il ritorno di Asrael, di cui ignora ancora il nome e l'identità: è la stessa Lidoria, giunta in cerca di vendetta, a comunicarglielo, avendolo saputo grazie alle sue magie. Loretta ribadisce comunque il suo amore per Asrael, che sia angelo o demone, e Lidoria gioca la carta della gelosia, chiedendole cosa farebbe se scoprisse che ama un'altra donna: la gitana risponde che non esiterebbe a ucciderlo, e la principessa riesce a fare breccia nel suo cuore dubbioso spiegandole come sapere se Asrael la ama davvero o no.

Dopo che Lidoria se n'è andata e Asrael è ritornato, Loretta ne approfitta per fare come suggerito dalla principessa: una volta addormentato, appoggia la mano sul cuore di Asrael chiedendogli chi è la donna del suo cuore. Nel sonno, il diavolo risponde il nome di Nefta, e Loretta, sentendosi tradita, gli versa addosso una boccetta di acqua santa lasciatale da Lidoria e scappa via con i pescatori. Asrael si risveglia in preda ad atroci tormenti, perché l'acqua benedetta ha cancellato la sua natura diabolica.

### Atto 4
Asrael è stato portato in un convento da Suor Clotilde, che l'ha trovato quasi agonizzante e l'ha curato: allo scadere dell'ultimo giorno sulla Terra, mentre l'ex diavolo cerca comunque di corrompere l'animo della donna (che ignora ancora essere l'amata), lei cerca di fargli pronunciare una preghiera, perché solo così potrà salvarsi l'anima. La tentazione demoniaca cede sempre di più mentre Asrael sente di nuovo l'amore divino che lo ispira, e, finalmente, riesce a pregare nuovamente Dio. A quel punto il convento crolla rivelando le schiere angeliche, Suor Clotilde si rivela per Nefta e i due amanti sono nuovamente riuniti in Paradiso.